# Richly Zsolt
Richly Zsolt (Sopron, 1941. március 23. – 2020. január 23.) Balázs Béla-díjas rajzfilmrendező, animátor, grafikus, érdemes és kiváló művész.

## Élete
Középiskolai tanulmányait is szülővárosában, a Berzsenyi Dániel Evangélikus Líceumban végezte el. 1962-ben felvételt nyert a Magyar Iparművészeti Főiskolán díszítő festő szakára, és a szakon akkor egyszeri alkalommal indított animációs osztály tagjaként szerzett diplomát 1966-ban. Diplomamunkája az Indiában c. animációsfilm volt, mely számos fesztiválsikert könyvelhetett el később. Diplomája megszerzése után a Pannónia Filmstúdió munkatársa lett, ahol egészen nyugdíjba vonulásáig, több mint 25 éven át dolgozott.
Televíziós sorozatok, egész estés TV- és mozifilmek, gyermeknek készülő produkciók egész sora kötődik nevéhez. Idehaza generációk nőttek fel A kockásfülű nyúl és Kíváncsi Fáncsi kalandjain.
Richly Zsolt grafikusművészként is aktív alkotói életművet tudhatott magáénak.
A hatvanas években ifjúsági lapoknak, magazinoknak készített illusztrációkat, majd a hetvenes és nyolcvanas években több népszerű mesehős történetét adaptálta diára. Nagy sikere volt például a Harcsabajusz kapitány valamint a Harcsabajusz és a matrózmajom című szalagos diafilmnek. 1981-ben adták ki a Richly Zsolt által rajzolt A kiskakas gyémánt félkrajcárja című mesét dián, a Lúdas Matyi történetét hét évvel később dolgozta fel. A Józsefvárosi Galériában 2002-ben megrendezésre került életmű-kiállítása.
Pedagógusi pályafutásának mérföldköve volt 1987, amikor bekapcsolódott az Magyar Iparművészeti Főiskolán akkor már 6 év folyó animációs oktatásba, melynek oszlopos tagja volt. Fáradhatatlan lelkesedéssel vetette magát munkába; legyen szó végzős hallgatók diploma felkészítéséről, elsősök bevezetéséről a filmgrafika világába, vagy éppen akkreditációs anyagok elkészítéséről. Richly Zsolt a hazai animációs filmművészet számos generációját segítette már pályára, és ezzel a Moholy-Nagy Művészeti Egyetem Animációs oktatásának meghatározó, korszakos személyisége.
Oktatói, alkotói tevékenységének elismeréséül Kopek Gábor a Moholy-Nagy Művészeti Egyetem rektora Richly Zsoltnak 2008. november 14-én a Címzetes Egyetemi Tanár címet adományozta. Később a Moholy-Nagy Művészeti Egyetemen volt óraadó tanár, illetve „szabadúszó” rajzfilmrendező.

## Művei

### Filmek
- Indiában (diplomamunka, 1966)
- Szvit (1968)
- A páva (1969)
- Medvetánc (1971)
- Molnár Anna (1972)
- A hétpöttyös autó (1973)
- A kecske és a kos (1974)
- A kockásfülű nyúl (1974-1976)
- Háry János – egész estés (1983)
- Kíváncsi Fáncsi (1984-1989)
- Fabulák, Heltai Gáspár mesél (1987)
- Este a székelyeknél (1998)
- Hommage á Vajda Lajos (1999)
- Árgyélus királyfi (2003)
- A hetvenkedő sün (2004)
- A kevély kiskakas (2006)
- Kőműves Kelemen (2009)
- Luther (2016)

### Pilotfilmjei
- Lapok egy egér naplójából (1985)
- Jelky András kalandjai (1994)
- A Kis Ámor (2003)
- Ida néni mesél (2004)
- A Hét pötty (2004)

### Diafilmjei
- A betlehemi királyok
- Altató
- Harcsabajusz Kapitány
- A kiskakas gyémánt félkrajcárja
- Ludas Matyi
- Ráma királyfi

### Könyvillusztrációi
- Peter Matthiesen: Titkos Tortuga, (Budapest, 1981)
- Jan Brzechwa:Paca Úr akadémiája, (Budapest, 1987)

## Díjai
- Balázs Béla-díj (1981)
- Érdemes művész (1986)
- Kiváló művész (2014)
- II. Hét Domb Filmfesztivál Animációs film kategória 3. helyezett (2018)[3]